# Програма сприяння Парламенту
Програма сприяння Парламенту (ПСП, англ. Parliamentary Development Project) — програма покращення законодавчої політики в Україні; заснована фондом USAID у 1994 році. Протягом перших чотирнадцяти років (від 1994 до 2008 року) адмініструвалася Університетом Індіани. 
Діяльність ПСП включала надання технічної та консультативної підтримки Верховній Раді України з метою просування демократичних змін та покращення взаємодії між законодавчою та виконавчою гілками влади. 
У 2008 р. структура програми була змінена й її адміністрування перейшло до Інституту публічного врядування ім. Джона Гленна Університету Огайо (у партнерстві з Університетом Індіани) — новий трирічний проєкт отримав назву Програма сприяння Парламенту II (або ПСП-II). 
Проєкт ПСП-II зосереджується на вдосконаленні законодавчої політики у владних органах. Програма ПСП-II продовжує надавати технічну допомогу Верховній Раді України, а також Адміністрації Президента України, Секретаріату Кабінету міністрів України, окремим міністерствам та відомствам.
З 2000 р. Програмою сприяння Парламенту здійснюється також адміністрування Програми стажування у Верховній Раді (з 2009 року — у Верховні Раді України та центральних органах виконачої влади).
2013 року було розпочато програму Рада.